# Петреску, Улисе
Улисе Петреску (рум. Ulise Petrescu; 9 августа 1902 — не ранее 1932) — румынский бобслеист. Участник зимних Олимпийских игр 1932 года.

## Биография
Улисе Петреску родился 9 августа 1902 года в румынском городе Бухарест.
В 1932 году вошёл в состав сборной Румынии на зимних Олимпийских играх в Лейк-Плэсиде. В соревнованиях четвёрок команда Румынии, за которую также выступали Александру Папанэ, Александру Ионеску и Думитру Хуберт, заняла предпоследнее, 6-е место при шести выбывших экипажах, показав по сумме четырёх заездов результат 8 минут 24,22 секунды и уступив 30,54 секунды завоевавшей золото первой команде США. Из-за отсутствия государственного финансирования румыны катались на устаревшем деревянном бобе без специальной экипировки и шлемов.
О дальнейшей жизни данных нет.